# Crotonogynopsis usambarica
Crotonogynopsis usambarica är en törelväxtart som beskrevs av Ferdinand Albin Pax. Crotonogynopsis usambarica ingår i släktet Crotonogynopsis och familjen törelväxter. Inga underarter finns listade i Catalogue of Life.